# Andraž Struna
Andraž Struna, né le 23 avril 1989 à Piran en Yougoslavie (auj. en Slovénie), est un footballeur international slovène qui joue au poste de défenseur. Il est le frère aîné d'Aljaž Struna.

## Biographie

### Carrière en club
Il joue deux matchs en Ligue des champions avec le club du FC Koper lors de la saison 2010-2011.
Le 18 janvier 2017, il rejoint Hearts.

### Carrière en sélection
Il joue son premier match en équipe nationale le 15 août 2012 lors d'un match amical contre la Roumanie (victoire 4-3). Le 27 mars 2015, il marque son premier but pour la Slovénie conte l'équipe de Saint-Marin lors d'un match des éliminatoires de l'Euro 2016 (victoire 6-0).
Au total, il compte vingt-sept sélections et un but en équipe de Slovénie depuis 2012.

## Palmarès
- FC Koper :
  - Champion de Slovénie en 2010
  - Vainqueur de la Supercoupe de Slovénie en 2010